# Thomas Altemberger
Thomas Altemberger (n. 1431, Sibiu – d. 30 iunie 1491, Buda) a fost un politician sas, primar al Sibiului între 1471-1490.

## Familia și studiile
Thomas Altemberger s-a născut la Sibiu, într-o familie originară probabil din Baia de Criș (în germană Altemberg). A studiat dreptul și teologia la Universitatea din Viena, unde a fost înmatriculat ca Thomas Cibiniensis („din Sibiu”).
Este posibil, conform unor cutume săsești, să fi fost unul din pețitorii Katharinei Siegel, devenită apoi amantă a lui Vlad Țepeș.

## Cariera politică
Întors la Sibiu, a devenit consilier orășenesc în 1469 și primar în anul 1471. Concomitent, regele Matia Corvin l-a numit jude regal în 1481. Altemberger a obținut de la regele Matia Corvin confirmarea privilegiilor Universității Săsești în data de 6 februarie 1486.
Succesorul său în funcția de primar a fost Georg Hecht.

## Lucrări de construcție
În timpul mandatului său de primar l-a angajat pe meșterul Andreas Lapicida pentru reabilitarea Bisericii Sfânta Maria din Sibiu (pe atunci biserică catolică, în prezent catedrală evanghelică) și pentru construcția Vechii Primării (în prezent muzeu de istorie), unul din cele mai impresionante monumente de arhitectură civilă gotică din Transilvania.

## Codex Altemberger
În anul 1481 a achiziționat o culegere de drept cutumiar în manuscris, care îi poartă numele (Codex Altemberger).